# Point d'angle postéro-interne
Pour les articles homonymes, voir Papi.
 (mars 2013).
Si vous disposez d'ouvrages ou d'articles de référence ou si vous connaissez des sites web de qualité traitant du thème abordé ici, merci de compléter l'article en donnant les références utiles à sa vérifiabilité et en les liant à la section « Notes et références ».
Le point d'angle postéro-interne (aussi appelé PAPI) est en anatomie un épaississement de tissu fibrocartilagineux de la partie postéro-interne de l'articulation du genou. Cet épaississement va servir à ce niveau de verrou à cette articulation. Il est formé notamment par l'expansion du semi membraneux, du ligament poplité oblique, des muscles de la patte d'oie (sartorius, gracile, semi tendineux), de la coque condylienne interne, de la corne postérieure du ménisque interne, et du ligament collatéral tibial.
On retrouve le même type de formation au niveau postéro-externe du genou (appelé cette fois PAPE) la coque condylienne externe, du muscle poplité, du biceps fémoral, du ligament collatéral fibulaire, du tractus ilio-tibial, du ligament poplité arqué,et de la corne postérieure du ménisque externe. 

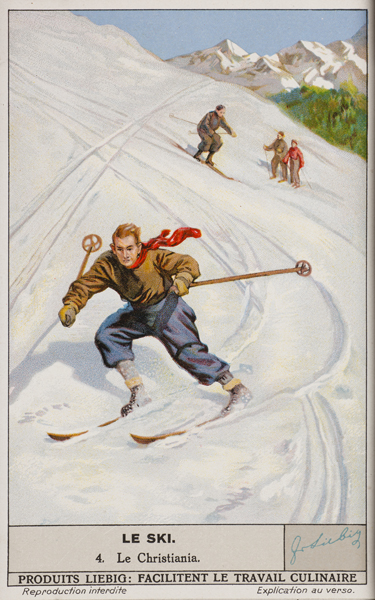
Illustration d'un skieur en position de valgus-flexion-rotation externe (jambe à droite du point de vue de l'observateur)

Cet ensemble fibro-cartilagineux est souvent le premier atteint lors des traumatismes de valgus-flexion-rotation externe. Ceux-ci sont fréquemment observés lors des virages au ski (skis écartés) ou lors des tacles au football. 

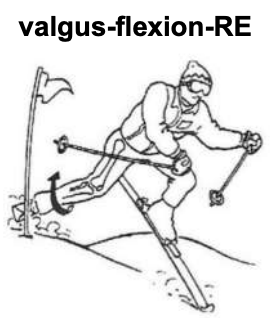
Skieur en valgus flexion rotation externe